# Neocytheretta spongiosa
Neocytheretta spongiosa is een mosselkreeftjessoort uit de familie van de Trachyleberididae. De wetenschappelijke naam van de soort is voor het eerst geldig gepubliceerd in 1871 door Brady.